# بندتو پاتلارو
بندتو پاتلارو (ایتالیایی: Benedetto Patellaro؛ زادهٔ ۹ ژانویهٔ ۱۹۶۰) دوچرخه‌سوار اهل ایتالیا است.